# Federico Presedo
Federico Presedo (Morón, Buenos Aires, Argentina; 28 de agosto de 1992) es un futbolista argentino que se desempeña como mediocampista. Actualmente juega en J.J. Urquiza de la Primera B Metropolitana, tercera división del fútbol argentino.

## Trayectoria
Presedo debutó como profesional en el año 2012 en el Club Almirante Brown de la Primera B Nacional. Disputó 25 partidos y marcó 1 gol hasta el 2014, año en el que su equipo descendió a la Primera B, tercera división del fútbol argentino. Entre el Campeonato semestral 2014 y la primera mitad del 2015 marcó 1 gol en 22 partidos.
A principios de 2016 firmó contrato con el Club Atlético Fénix de la Primera B. Durante el Campeonato semestral 2016 marcó 3 goles, mientras que en el Campeonato 2016-17 fue una de las figuras de su equipo y marcó 7 goles en 31 partidos. 
Por sus buenos rendimientos varios equipos quisieron contratarlo, y estuvo cerca de fichar para Los Andes. Firmó a mediados de 2017 con el Club Atlético Nueva Chicago de la Primera B Nacional, segunda división.
EL 22 de febrero de 2021 fichó con la ASD Justo José de Urquiza que milita en la Primera B Metropolitana (tercera division del futbol profesional argentino)

## Clubes
| Club            | País      | Año             |
| --------------- | --------- | --------------- |
| Almirante Brown | Argentina | 2012 - 2015     |
| Fénix           | Argentina | 2015 - 2017     |
| Nueva Chicago   | Argentina | 2017 - 2020     |
| J.J.Urquiza     | Argentina | 2021 - Presente |